# ITTF World Tour
Pour les articles homonymes, voir Pro Tour.
L'ITTF World Tour (anciennement ITTF Pro Tour) regroupe l'ensemble des compétitions de tennis de table organisées par l'ITTF et comptant pour le classement mondial. Il est disputé de la saison 1996 à la saison 2020.
Il regroupe les différents opens se déroulant sur tous les continents.
Une Grande Finale du World Tour est organisée en fin de saison.
Initialement appelé ITTF Pro Tour, la compétition change de nom en 2012 et prend le nom d'ITTF World Tour.
En 2020, l'ITTF annonce la création de sa filière commerciale et événementielle, le World Table Tennis (WTT). Cette organisation met en place un nouveau circuit international qui marque la fin de l'ITTF World Tour. Le premier tournoi WTT a lieu en novembre 2020 à Macao.

## Historique
Avant 1996, le circuit n'était pas structuré par la Fédération Internationale (ITTF) et différents tournois internationnaux se déroulaient à l'initiative des fédérations nationales.
En 1996, le tennis de table se professionnalise et l'ITTF crée le Pro Tour : un circuit regroupant des tournois sur plusieurs continents répondant à des standards communs. En fin de saison, se joue une grande finale pour les seize meilleurs pongistes ainsi que les meilleurs paires de double (la participation à au moins six tournois est requise sur trois continents différents) ; créant une dynamique passionnante pour les joueurs et les fans.

## 1996–2020: ITTF World Tour
Nombre de tournois chaque année (Grande Finale ITTF non prise en compte):
| Année                    | 96                                          | 97                   | 98                   | 99                     | 00               | 01                                          | 02                  | 03                                          | 04                                          | 05                                          | 06                   | 07                                          | 08               | 09               | 10                         | 11                      | 12                                          | 13                              | 14                      | 15                  | 16               | 17 | 18                         | 19                                          | 20                                          | Total |
| ------------------------ | ------------------------------------------- | -------------------- | -------------------- | ---------------------- | ---------------- | ------------------------------------------- | ------------------- | ------------------------------------------- | ------------------------------------------- | ------------------------------------------- | -------------------- | ------------------------------------------- | ---------------- | ---------------- | -------------------------- | ----------------------- | ------------------------------------------- | ------------------------------- | ----------------------- | ------------------- | ---------------- | -- | -------------------------- | ------------------------------------------- | ------------------------------------------- | ----- |
| Nombre de tournois       | 10                                          | 14                   | 11                   | 12                     | 9                | 12                                          | 13                  | 10                                          | 16                                          | 14                                          | 16                   | 17                                          | 14               | 14               | 13                         | 16                      | 21                                          | 19                              | 20                      | 22                  | 20               | 12 | 12                         | 12                                          | 3                                           | 352   |
| Lieu de la Grande Finale | Drapeau de la République populaire de Chine | Drapeau de Hong Kong | Drapeau de la France | Drapeau de l'Australie | Drapeau du Japon | Drapeau de la République populaire de Chine | Drapeau de la Suède | Drapeau de la République populaire de Chine | Drapeau de la République populaire de Chine | Drapeau de la République populaire de Chine | Drapeau de Hong Kong | Drapeau de la République populaire de Chine | Drapeau de Macao | Drapeau de Macao | Drapeau de la Corée du Sud | Drapeau de l'Angleterre | Drapeau de la République populaire de Chine | Drapeau des Émirats arabes unis | Drapeau de la Thaïlande | Drapeau du Portugal | Drapeau du Qatar |    | Drapeau de la Corée du Sud | Drapeau de la République populaire de Chine | Drapeau de la République populaire de Chine | 25    |

Liste des tournois, "•" indique quand et à quel endroit les tournois ont eu lieu.
| Tournoi \ Année            | 96 | 97 | 98 | 99 | 00 | 01 | 02 | 03 | 04 | 05 | 06 | 07 | 08 | 09 | 10 | 11 | 12 | 13 | 14 | 15 | 16 | 17 | 18 | 19 | 20 | Total |
| -------------------------- | -- | -- | -- | -- | -- | -- | -- | -- | -- | -- | -- | -- | -- | -- | -- | -- | -- | -- | -- | -- | -- | -- | -- | -- | -- | ----- |
| Open d'Allemagne           |    |    |    | •  |    | •  | •  | •  | •  | •  | •  | •  | •  | •  | •  | •  | •  | •  | •  | •  | •  | •  | •  | •  | •  | 21    |
| Open d'Angleterre          | •  | •  |    | •  |    | •  |    |    |    |    |    |    |    | •  |    | •  |    |    |    |    |    |    |    |    |    | 6     |
| Open d'Argentine           |    |    |    |    |    |    |    |    |    |    |    |    |    |    |    |    |    |    | •  | •  |    |    |    |    |    | 2     |
| Open d'Australie           | •  | •  | •  | •  |    |    |    |    |    |    |    |    |    |    |    |    |    |    | •  | •  | •  | •  | •  | •  | •  | 11    |
| Open d'Autriche            |    | •  |    | •  |    |    | •  |    | •  |    |    | •  | •  |    | •  | •  |    | •  |    | •  | •  | •  | •  | •  | •  | 15    |
| Open de Belgique           |    |    |    |    |    |    |    |    |    |    |    |    |    |    |    |    | •  |    | •  | •  | •  |    |    |    |    | 4     |
| Open de Biélorussie        |    |    |    |    |    |    |    |    |    |    |    |    | •  | •  |    |    | •  | •  | •  | •  | •  |    |    |    |    | 7     |
| Open du Brésil             | •  | •  |    | •  | •  | •  | •  | •  | •  | •  | •  | •  | •  |    |    | •  | •  | •  | •  |    |    |    |    |    |    | 16    |
| Open de Bulgarie           |    |    |    |    |    |    |    |    |    |    |    |    |    |    |    |    |    |    |    | •  | •  | •  | •  | •  | •  | 6     |
| Open du Canada             |    |    |    |    |    |    |    |    |    |    |    |    |    |    |    |    |    |    |    |    |    |    |    | •  |    | 1     |
| Open du Chili              |    |    |    |    |    |    |    |    | •  | •  | •  | •  | •  |    |    | •  | •  |    | •  | •  | •  |    |    |    |    | 10    |
| Open de Chine              | •  | •  | •  | •  | •  | •  | •  | •  | •  | •  | •  | •  | •  | •  | •  | •  | •  | •  | •  | •  | •  | •  | •  | •  | •  | 34    |
| Open de Chine              | •  | •  | •  | •  | •  | •  | •  | •  | •  | •  | •  | •  | •  | •  | •  | •  | •  | •  | •  | •  | •  | •  | •  | •  | •  | 34    |
| Open de Taïwan             |    |    |    |    |    |    |    |    |    | •  | •  | •  |    |    |    |    |    |    |    |    |    |    |    |    |    | 3     |
| Open de Corée du Nord      |    |    |    |    |    |    |    |    |    |    |    |    |    |    |    |    |    |    |    | •  | •  |    |    |    |    | 2     |
| Open de Corée du Sud       |    |    |    |    |    | •  | •  | •  | •  | •  | •  | •  | •  | •  | •  | •  | •  | •  | •  | •  | •  | •  | •  | •  | •  | 20    |
| Open de Croatie            |    |    | •  | •  | •  | •  |    | •  | •  | •  | •  | •  |    |    |    |    | •  | •  | •  | •  | •  |    |    |    |    | 14    |
| Open de République tchèque |    |    |    | •  |    |    |    |    |    |    |    |    |    |    |    |    | •  | •  | •  | •  | •  | •  | •  | •  | •  | 10    |
| Open du Danemark           |    |    |    |    | •  | •  | •  | •  | •  |    |    |    |    | •  |    |    |    |    |    |    |    |    |    |    |    | 6     |
| Open des Pays-Bas          |    |    |    |    |    | •  | •  |    |    |    |    |    |    |    |    |    |    |    |    |    |    |    |    |    |    | 2     |
| Open d'Égypte              |    |    |    |    |    |    | •  |    | •  |    |    |    |    |    | •  |    | •  | •  |    |    |    |    |    |    |    | 5     |
| Open d'Espagne             |    |    |    |    |    |    |    |    |    |    |    |    |    |    |    | •  | •  | •  | •  | •  |    |    |    |    |    | 5     |
| Open des États-Unis        | •  | •  | •  |    | •  | •  | •  |    | •  | •  |    |    |    |    |    |    |    | •  |    |    |    |    |    |    |    | 9     |
| Open de France             | •  | •  |    | •  | •  |    |    |    |    |    |    | •  |    |    |    |    |    |    |    |    |    |    |    |    |    | 5     |
| Open de Grèce              |    |    |    |    |    |    |    |    | •  |    |    |    |    |    |    |    |    |    |    |    |    |    |    |    |    | 1     |
| Open de Hong-Kong          |    |    |    |    |    |    |    |    |    |    |    |    |    |    |    |    |    |    |    |    |    |    | •  | •  | •  | 3     |
| Open de Hongrie            |    |    |    |    |    |    |    |    |    |    |    |    |    |    | •  |    | •  |    | •  | •  | •  | •  | •  | •  | •  | 9     |
| Open d'Inde                |    |    |    |    |    |    |    |    |    |    |    | •  |    | •  | •  |    |    |    |    |    |    | •  |    |    |    | 4     |
| Open d'Italie              | •  |    | •  |    |    |    | •  |    |    |    |    |    |    |    |    |    |    |    |    |    |    |    |    |    |    | 3     |
| Open du Japon              | •  | •  | •  | •  | •  | •  | •  | •  | •  | •  | •  | •  | •  | •  | •  | •  | •  | •  | •  | •  | •  | •  | •  | •  | •  | 25    |
| Open du Koweït             |    |    |    |    |    |    |    |    |    |    | •  | •  | •  | •  | •  |    | •  | •  | •  | •  | •  |    |    |    |    | 10    |
| Open du Liban              |    | •  | •  |    |    |    |    |    |    |    |    |    |    |    |    |    |    |    |    |    |    |    |    |    |    | 2     |
| Open de Malaisie           |    | •  | •  |    |    |    |    | •  |    |    |    |    |    |    |    |    |    |    |    |    |    |    |    |    |    | 3     |
| Open du Maroc              |    |    |    |    |    |    |    |    |    |    |    |    |    | •  | •  | •  | •  | •  |    |    |    |    |    |    |    | 5     |
| Open du Nigeria            |    |    |    |    |    |    |    |    |    |    |    |    |    |    |    |    |    |    | •  | •  | •  |    |    |    |    | 3     |
| Open des Philippines       |    |    |    |    |    |    |    |    |    |    |    |    |    |    |    |    |    |    | •  | •  |    |    |    |    |    | 2     |
| Open de Pologne            |    | •  |    |    | •  |    | •  |    | •  |    | •  |    | •  | •  | •  | •  | •  | •  |    | •  | •  |    |    |    |    | 13    |
| Open du Qatar              |    | •  | •  | •  |    | •  | •  | •  |    | •  | •  | •  | •  | •  | •  | •  | •  | •  | •  | •  | •  | •  | •  | •  | •  | 22    |
| Open de Russie             |    |    |    |    |    |    |    |    | •  | •  | •  | •  |    |    |    |    | •  | •  | •  |    |    |    |    |    |    | 7     |
| Open de Serbie             | •  | •  | •  |    |    |    |    |    |    |    | •  |    |    |    |    |    |    |    |    |    |    |    |    |    |    | 4     |
| Open de Singapour          |    |    |    |    |    |    |    |    | •  |    | •  |    | •  |    |    |    |    |    |    |    |    |    |    |    |    | 3     |
| Open de Slovénie           |    |    |    |    |    |    |    |    |    | •  | •  | •  | •  | •  | •  | •  | •  |    |    |    | •  |    |    |    |    | 9     |
| Open de Suède              | •  | •  | •  | •  | •  | •  |    | •  |    | •  |    | •  |    |    |    | •  | •  | •  | •  | •  | •  | •  | •  | •  | •  | 19    |
| Open de Dubaï              |    |    |    |    |    |    |    |    |    |    |    |    |    |    |    | •  |    |    |    |    |    |    |    |    |    | 1     |
| Open de Thaïlande          |    |    |    |    |    |    |    |    |    |    |    |    |    |    |    |    |    |    |    |    |    | •  |    |    |    | 1     |
| Tournoi \ Année            | 96 | 97 | 98 | 99 | 00 | 01 | 02 | 03 | 04 | 05 | 06 | 07 | 08 | 09 | 10 | 11 | 12 | 13 | 14 | 15 | 16 | 17 | 18 | 19 | 20 | Total |

Pour en savoir plus sur les vainqueurs des tournois, voir Liste des gagnants des étapes du Pro Tour ITTF

## Palmarès de la Grande Finale du Pro Tour ITTF
| Année | Lieu      | Simple messieurs  | Simple dames         | Double messieurs                  | Double dames               | Doubles Mixtes             |
| ----- | --------- | ----------------- | -------------------- | --------------------------------- | -------------------------- | -------------------------- |
| 2020  | Zhengzhou | Ma Long           | Chen Meng            | non disputé                       | non disputé                | non disputé                |
| 2019  | Zhengzhou | Fan Zhendong (2)  | Chen Meng (2) (3)    | Fan Zhendong Xu Xin               | Miyuu Kihara Miyu Nagasaki | Xu Xin Liu Shiwen          |
| 2018  | Incheon   | Tomokazu Harimoto | Chen Meng (2) (3)    | Jang Woo-jin Lim Jong-hoon        | Mima Ito Hina Hayata       | Wong Chun Ting Doo Hoi Kem |
| 2017  | Astana    | Fan Zhendong      | Chen Meng (2) (3)    | Masataka Morizono Yuya Oshima (2) | Chen Meng Zhu Yuling       | non disputé                |
| 2016  | Doha      | Ma Long (4) (5)   | Zhu Yuling           | Jung Young-sik Lee Sang-su        | Yui Hamamoto Hina Hayata   | non disputé                |
| 2015  | Lisbonne  | Ma Long (4) (5)   | Ding Ning            | Masataka Morizono Yuya Oshima     | Ding Ning Zhu Yuling       | non disputé                |
| 2014  | Bangkok   | Jun Mizutani      | Kasumi Ishikawa      | Cho Eon-Rae Seo Hyun-Deok         | Miu Hirano Mima Ito        | non disputé                |
| 2013  | Dubaï     | Xu Xin (2)        | Liu Shiwen (2) (3)   | Gao Ning Li Hu                    | Ding Ning Li Xiaoxia       | non disputé                |
| 2012  | Hangzhou  | Xu Xin (2)        | Liu Shiwen (2) (3)   | Gao Ning Li Hu                    | Feng Tianwei Yu Mengyu     | non disputé                |
| 2011  | Londres   | Ma Long (3)       | Liu Shiwen (2) (3)   | Ma Lin Zhang Jike                 | Guo Yue Li Xiaoxia (2)     | non disputé                |
| 2010  | Séoul     | Jun Mizutani      | Feng Tianwei         | Jiang Tianyi Tang Peng            | Kim Kyung-ah Park Mi-young | non disputé                |
| 2009  | Macao     | Ma Long (2)       | Guo Yan              | Timo Boll Christian Suss (2)      | Ding Ning Liu Shiwen       | non disputé                |
| 2008  | Macao     | Ma Long (2)       | Guo Yan              | Ma Long Gao Ning                  | Li Jiawei Sun Beibei       | non disputé                |
| 2007  | Pékin     | Ma Lin (2)        | Li Xiaoxia           | Wang Liqin Chen Qi                | Guo Yue Li Xiaoxia         | non disputé                |
| 2006  | Hong Kong | Wang Hao (2)      | Zhang Yining (3) (4) | Hao Shuai Ma Long                 | Wang Nan Zhang Yining (2)  | non disputé                |
| 2005  | Fuzhou    | Timo Boll         | Zhang Yining (3) (4) | Timo Boll Christian Suss          | Gao Jun Shen Yanfei        | non disputé                |
| 2004  | Pékin     | Wang Liqin (3)    | Guo Yue              | Ma Lin Chen Qi (2)                | Wang Nan Zhang Yining      | non disputé                |
| 2003  | Guangzhou | Wang Hao          | Niu Jianfeng         | Ma Lin Chen Qi (2)                | Guo Yue Niu Jianfeng       | non disputé                |
| 2002  | Stockholm | Chuan Chih-yuan   | Zhang Yining (2)     | Kong Linghui Ma Lin (2)           | Li Jia Niu Jianfeng        | non disputé                |
| 2001  | Hainan    | Ma Lin            | Wang Nan (2)         | Kim Taek-Soo Oh Sang-Eun          | Lee Eun-Sil Ryu Ji-Hae     | non disputé                |
| 2000  | Kōbe      | Wang Liqin (2)    | Zhang Yining         | Wang Liqin Yan Sen (3)            | Sun Jin Yang Ying          | non disputé                |
| 1999  | Sydney    | Liu Guozheng      | Chen Jing            | Kong Linghui Ma Lin               | Li Ju Wang Nan (2) (3)     | non disputé                |
| 1998  | Paris     | Wang Liqin        | Wang Nan             | Wang Liqin Yan Sen (2)            | Li Ju Wang Nan (2) (3)     | non disputé                |
| 1997  | Hong Kong | Vladimir Samsonov | Li Ju                | Kong Linghui Liu Guoliang         | Li Ju Wang Nan (2) (3)     | non disputé                |
| 1996  | Tianjin   | Kong Linghui      | Deng Yaping          | Wang Liqin Yan Sen                | Deng Yaping Yang Ying      | non disputé                |